# Абдрахманов Ханіф Хазігалійович
Ханіф Хазігалієвич Абдрахманов (тат. Xənif Xaciğali uğlı Ğabderaxmanov, Хәниф Хаҗигали улы Габдерахманов; нар. 25 грудня 1925, Урняк, Башкирська АРСР — 23 квітня 1999, Уфа, Башкортостан) — учасник Великої Вітчизняної війни, повний кавалер ордена Слави.

## Біографія
Ханіф Хазігалієвич Абдрахманов народився 25 грудня 1925 року в селі Урняк (нині — Альшеєвського району Башкортостану).
Ханіф Абдрахманов закінчив 2 курси Давлеканівського педагогічного училища.

### Участь у Великій Вітчизняній війні
У лютому 1943 року Альшеєвським райвійськкоматом Башкирської АРСР був призваний до лав РСЧА, з червня — в боях на фронтах Великої Вітчизняної війни. Брав участь у визволенні Калуги і Рославля. Був тричі поранений.
26 червня 1944 року червоноармієць Ханіф Абдрахманов при форсуванні річки Реста на південний схід від міста Могильова в складі розрахунку вів вогонь прямою наводкою, знищивши багато живої сили гітлерівців, чим забезпечив успішне просування свого полку і наступне взяття населеного пункту Горбовичі.
Указом Президії Верховної Ради СРСР від 28 червня 1944 року «за зразкове виконання завдань командування в боях з німецько-фашистськими загарбниками» червоноармієць Ханіф Хазігалієвич Абдрахманов нагороджений орденом Слави 3-го ступеня.
17 липня 1944 року в бою біля села Погарани (Білостоцька область) єфрейтор Ханіф Абдрахманов під час контратаки гітлерівців силою до двох батальйонів піхоти при підтримці шести штурмових гармат знищив кілька десятків гітлерівців і одне штурмове знаряддя, за що був 15 серпня 1944 року знову нагороджений орденом Слави 3-го ступеня.
13 лютого 1945 року в бою на схід від населеного пункту Тухель (зараз — місто Тухоля, Польща) Ханіф Абдрахманов знищив ворожу вогневу точку, а 15 лютого того ж року біля населеного пункту Тухель захопив з двома бійцями спостережний пункт, за допомогою якого згодом коригував вогонь батареї.
Указом Президії Верховної Ради СРСР від 12 квітня 1945 року «за зразкове виконання завдань командування в боях з німецько-фашистськими загарбниками» сержант Ханіф Хазігалієвич Абдрахманов нагороджений орденом Слави 2-го ступеня.

## Післявоєнна біографія
Після демобілізації Ханіф Абдрахманов повернувся на свою батьківщину — в Башкирську АРСР. У 1947 році закінчив Давлеканівське педагогічне училище, в 1950 році — історичний факультет Башкирського державного педагогічного інституту. Працював учителем історії в Альшеєвському районі, потім — в Уфі .
Понад двадцять років був секретарем партійної організації, читав лекції в товаристві «Знання».
Указом Президії Верховної Ради СРСР від 27 лютого 1958 року «за зразкове виконання завдань командування в боях з німецько-фашистськими загарбниками» Ханіф Хазігалвєвич Абдрахманов перенаграждений орденом Слави 1-го ступеня.
Капітан у відставці Ханіф Хазігалієвич Абдрахманов помер 23 квітня 1999 року. Похований в Уфі на Південному кладовищі.

## Пам'ять
В Уфі на фасаді будинку № 84 по вулиці Цурюпи, де жив Ханіф Абдрахманов, встановлено меморіальну дошку.

## Нагороди та титули
- орден Вітчизняної війни 1-го ступеня
- Орден Слави трьох ступенів
- медалі
- Відмінник народної освіти РРФСР
- Почесний знак ЦК ВЛКСМ
- три Почесні грамоти ЦК ВЛКСМ.